# Vivien
Vivien ist ein weiblicher oder männlicher Vorname, der auch als Familienname vorkommt.

## Herkunft und Bedeutung

### Männlicher Vorname
Beim männlichen Vornamen Vivien [vi.vjɛ̃] handelt es sich um die französische Variante von Vivianus.

### Weiblicher Vorname
Der weibliche Vorname Vivien [ˈvi.viʲ.ɛn] geht auf Alfred Tennysons Idylls of the King zurück. Möglicherweise hat Tennyson den Namen von Vivienne, der französischen Form von Viviana, abgeleitet, wahrscheinlicher ist jedoch eine Fehldeutung des Namens Ninian, dessen Bedeutung unbekannt ist.

## Verbreitung
In Frankreich ist Vivien als männlicher Name verbreitet. Vor allem von den 1970er bis in die 2000er Jahre war der Name dort beliebt. Die Popularität erreichte ihren Höhepunkt in den 1980er Jahren, jedoch belegte der Name nie eine Platzierung unter den 100 beliebtesten Jungennamen.
Als Frauenname ist Vivien vor allem in Ungarn verbreitet. Dort gehörte der Name zu Beginn der 2000er Jahre zu den Spitzenreitern der Vornamenscharts. Zuletzt sank die Beliebtheit jedoch. Im Jahr 2021 belegte der Name Rang 56 der Vornamenscharts.
In Deutschland ist Vivien vor allem als Frauenname geläufig. In den 1980er Jahren stieg er in den Vornamenscharts auf und wurde vor allem in den 1990er Jahren häufig vergeben. Mit Rang 32 erreichte der Name seine bislang höchste Platzierung im Jahr 1992. Insbesondere seit den 2010er Jahren sinkt die Popularität des Namens. Im Jahr 2021 belegte er Rang 190 der Vornamenscharts. Zu beachten ist, dass in diesen Statistiken Vivien und Vivienne etymologisch inkorrekt als gleichlautende Varianten desselben Namens zusammengefasst wurden. Dabei tragen etwa 84 % die Variante Vivien und etwa 16 % die Namensform Vivienne.
→ siehe auch: Viviana

## Varianten
Für Varianten des männlichen Vornamens Vivien: siehe Viviana#Varianten
- Dänisch: Vivian
  - Diminutiv: Vivi
- Englisch: Vivian, Vivyan
- Französisch: Viviane
- Norwegisch: Vivian
  - Diminutiv: Vivi
- Schwedisch: Vivian
  - Diminutiv: Vivi

Der Name Niniau stellt vermutlich eine britannische Vorform von Ninian dar.

## Namenstag
Der Namenstag von Vivien wird nach Saint Vivien am 28. August gefeiert.

## Namensträger
- Saint Vivien († 5. Jh.), Bischof von Saintes
- Vivien Brisse (* 1988), französischer Radrennfahrer
- Vivien Thomas (1910–1985), US-amerikanischer Operationstechnischer Assistent und angelernter Chirurg

Zwischenname
- Jean-Baptiste Vivien de Châteaubrun (1686–1775), französischer Dramatiker
- Louis Vivien de Saint-Martin (1802–1897), französischer Geograph, Kartograf, Autor, Übersetzer und Herausgeber

## Namensträgerinnen
- Vivien Beil (* 1995), deutsche Fußballspielerin
- Vivien Bullert (* 1973), deutsche Film- und Theaterschauspielerin
- Vivien Cardone (* 1993), US-amerikanische Schauspielerin
- Vivien Carey, britische Filmproduzentin
- Vivien S. Crea (* 1952), Flaggoffizierin der United States Coast Guard
- Vivien Gilbert (* 1999), deutsche Synchronsprecherin
- Vivien Goldman (* 1954), britische Sängerin und Musikjournalistin für Punk und Reggae
- Vivien Juhászová (* 1993), slowakische Tennisspielerin
- Vivien Keszthelyi (* 2000), ungarische Automobilrennfahrerin
- Vivien Konca (* 1994), deutsche Schönheitskönigin (Miss Germany 2014) und Moderatorin
- Vivien Kussatz (* 1972), deutsche Seglerin
- Vivien Leigh (1913–1967), britische Film- und Theaterschauspielerin
- Vivien Marx, deutsch-US-amerikanische Wissenschaftsjournalistin
- Vivien Merchant (1929–1982), britische Schauspielerin
- Vivien Pieper (* 1982), deutsche Autorin, Filmemacherin und Dozentin
- Vivien Ann Schmidt (* 1949), US-amerikanische Politikwissenschaftlerin und Professorin
- Vivien Stern, Baroness Stern (* 1941), britische Politikerin
- Vivien Vee (* 1960), italienische Disco-Sängerin
- Vivien Wagner (* 1997), deutsche Fußballspielerin
- Vivien Weiß-Drumm (* 1992), deutsche Volleyballspielerin
- Vivien Wulf (* 1994), deutsche Schauspielerin

Vivienne
- Vivienne Acheampong (* 1984), britische Schauspielerin
- Viviënne van den Assem (* 1983), niederländische Schauspielerin
- Vivienne Bach siehe Vivi Bach (1939–2013), dänische Sängerin, Schauspielerin, Fernsehmoderatorin und Schriftstellerin
- Vivienne Binns (* 1940), australische Malerin
- Vivienne Chandler (1947–2013), britische Schauspielerin und Fotografin
- Vivienne Cassie Cooper (1926–2021), neuseeländische Botanikerin und Planktologin
- Vivienne Faull (* 1955), Bischöfin der Church of England und Mitglied des britischen Oberhauses
- Vivienne Goodman (* 1961), neuseeländische Illustratorin
- Vivienne Graig-McLaren, namibische Geschäftsfrau und Politikerin
- Vivienne Malone-Mayes (1932–1995), US-amerikanische Mathematikerin und Hochschullehrerin
- Vivienne Medrano (* 1992), salvadorianisch-US-amerikanische Animatorin, Illustratorin, Comic-Zeichnerin und Synchronsprecherin
- Vivienne Newport (1951–2015), englische Tänzerin und Choreografin
- Vivienne Olive (* 1950), britisch-deutsche Komponistin
- Vivienne Puttins (* 1992), deutsche Schauspielerin
- Vivienne Scialfa siehe Patti Scialfa (* 1953), US-amerikanische Sängerin
- Vivienne Verdon-Roe, britische Filmproduzentin
- Vivienne von Wattenwyl (1900–1957), schweizerisch-britische Schriftstellerin und Fotografin
- Vivienne Westwood (1941–2022), britische Modedesignerin
- The Vivienne (1992–2025), britische Dragqueen, Sängerin und Musicaldarstellerin

## Familienname
- Joseph Vivien (1657–1734), französischer Maler
- Louis Vivien de Saint-Martin (1802–1897), französischer Geograph
- Marie-Roger Séronie-Vivien (1927–2013), französischer Speläologe, Geologe und Prähistoriker
- Renée Vivien (1877–1909), US-amerikanische Dichterin
- Richard Vivien (* 1964), französischer Radsportler
- Robert-André Vivien (1923–1995), französischer Politiker, Mitglied der Nationalversammlung und Staatssekretär